# Randia petenensis
Randia petenensis är en måreväxtart som beskrevs av Cyrus Longworth Lundell. Randia petenensis ingår i släktet Randia och familjen måreväxter. Inga underarter finns listade i Catalogue of Life.